# Мтукудзи, Оливер
Оливер «Туку» Мтукудзи (22 сентября 1952 г. – 23 января 2019 г.) — зимбабвийский музыкант, бизнесмен, филантроп, правозащитник и посол доброй воли ЮНИСЕФ в регионе Южная Африка.

## Карьера
Мтукудзи вырос в Хайфилде, бедном районе Солсбери (современный Хараре) в Южной Родезии. Он начал выступать в 1977 году, когда присоединился к группе Wagon Wheels, в которой также играли Томас Мапфумо и его коллега-гитарист Джеймс Чимомбе. Редкую возможность им предоставил Пол Танги Мхова Мкондо, африканский националист и музыкальный промоутер, который дал группе деньги и ресурсы. Он позволил им выступать в Club Mutanga (Pungwe), который в то время был единственным ночным клубом, доступным для чернокожих в условиях политики сегрегации в Родезии. Их сингл «Dzandimomotera» стал золотым, а затем последовал первый альбом Туку, который имел большой успех. Мтукудзи также был участником Mahube, южноафриканской «супергруппы».
Благодаря своему хриплому голосу Мтукудзи стал самым узнаваемым голосом, появившимся в Зимбабве и на международной сцене, и он заслужил преданных поклонников по всей Африке и за ее пределами. Член зимбабвийской группы KoreKore, тотемом которой является Нзу Саманьянга, он пел на доминирующем в стране языке шона, а также на ндебеле и английским. Он также включал элементы различных музыкальных традиций, придавая своей музыке отличительный стиль, известный поклонникам как Tuku Music.
У Мтукудзи было несколько туров по всему миру. Он был в нескольких турах по Великобритании, США и Канаде, выступая перед большой аудиторией. В 2017 году Мтукудзи развлекал гостей на свадьбе зимбабвийского бизнесмена Викнелла Чивайо.

## Социальный комментарий
До обретения Зимбабве независимости музыка Мтукудзи изображала борьбу под правлением белого меньшинства Родезии. В последующие годы после обретения Зимбабве независимости его музыка выступала за терпимость и мир и часто изображала борьбу женщин и детей.

## Личная жизнь и смерть
Мтукудзи был отцом пятерых детей и имел троих внуков. Его сын Сэм Мтукудзи, успешный музыкант, погиб в автокатастрофе в марте 2010 года. В 2013 году Мтукудзи выпустил альбом под названием Sarawoga в память о своем сыне. Его дочь Селмор также является музыкантом и работает с ЮНИСЕФ.

## Дискография
| - 1978 Ndipeiwo Zano (переиздан в 2000) - 1979 Chokwadi Chichabuda - 1979 Muroi Ndiani? - 1980 Africa (переиздан в 2000) - 1981 Shanje - 1981 Pfambi - 1982 Maungira - 1982 Please Ndapota - 1983 Nzara - 1983 Oliver's Greatest Hits - 1984 Hwema Handirase - 1985 Mhaka - 1986 Gona - 1986 Zvauya Sei? - 1987 Wawona | - 1988 Nyanga Nyanga - 1988 Strange, Isn't It? - 1988 Sugar Pie - 1989 Grandpa Story - 1990 Chikonzi - 1990 Pss Pss Hallo! - 1990 Shoko - 1991 Mutorwa - 1992 Rombe - 1992 Rumbidzai Jehova - 1992 Neria soundtrack - 1993 Son of Africa - 1994 Ziwere MuKobenhavn - 1995 Was My Child - 1996 Svovi yangu | - 1995 The Other Side: Live in Switzerland - 1995 Ivai Navo - 1997 Ndega Zvangu (переиздан в 2001) - 1997 Chinhambwe - 1998 Dzangu Dziye - 1999 Tuku Music - 2000 Paivepo - 2001 Neria - 2001 Bvuma («толерантность») - 2002 Shanda soundtrack - 2002 Vhunze Moto - 2003 Shanda (Alula Records) - 2003 Tsivo («месть») - 2004 Greatest Hits Tuku Years | - 2004 Mtukudzi Collection 1991–1997 - 2004 Mtukudzi Collection 1984–1991 - 2005 Nhava - 2006 Wonai - 2007 Tsimba Itsoka - 2008 Dairai («верить») - 2010 Rudaviro - 2010 Kutsi Kwemoyo (сборник) - 2011 Rudaviro - 2011 Abi'angu («Дуэты моего времени») - 2012 Sarawoga («остался один») - 2014 Mukombe Wemvura - 2016 God Bless You – The Gospel Collection - 2016 Eheka! Nhai Yahwe - 2018 hany'a («беспокойство») |

### Участие в сборниках
- 1996 The Rough Guide to the Music of Zimbabwe (World Music Network)
- 1999 Unwired: Acoustic Music from Around the World (World Music Network)
- 2000 Unwired: Africa (World Music Network)

## Фильмография
- Jit (1990) — реж. Майкл Рэйберн
- Neria (1993) — реж. Гудвин Мавуру, автор сценария Цици Дангарембга. Мтукудзи снялся в фильме и написал саундтрек.
- Shanda (2002, ред. 2004) — реж. Джон и Луиза Рибер[10]
- Sarawoga (2009) — сценарий написал Элиас С. Мачемедзе, режиссером выступил Уотсон Чидзомба, продюсером — Оливер Мтукудзи, который также написал саундтрек к фильму.
- Nzou NeMhuru Mudanga DVD (2012), живая запись шоу, театрального представления, которое Туку устроил со своим сыном всего за несколько недель до его смерти.
- Новый фильм Neria 21 был впервые представлен Rawsoot Studios в 2021 году,[11] а затем выпущен в марте 2024 года на YouTube.[12] Новый релиз был посвящен покойному музыканту Оливеру Мтукудзи.

## Наследие
Награды и номинации
- Почетная степень Университета Зимбабве в декабре 2003 г.[13]
- Премия M-Net за лучший саундтрек в 1992 году за фильм «Neria»[14]
- Почетная степень доктора гуманитарных наук (DHL) от Института филантропии в июле 2014 г.[15]
- Лучший южноафриканский артист и премия за достижения всей жизни KORA Music Awards 2003 [16]